# Beltsville Speedway
De Beltsville Speedway was een racecircuit gelegen in Beltsville, Maryland. Het was een ovaal circuit van 0,5 mijl of 800 meter in lengte. Het circuit opende in 1965 en werd tussen 1965 en 1970 gebruikt voor wedstrijden uit de NASCAR Grand National Series. Recordhouder op het circuit is Bobby Isaac met drie overwinningen. Nadat het circuit gesloten werd in 1978 vestigde Capitol College zich op de terreinen van het voormalige circuit.

## Winnaars op het circuit
Winnaars op het circuit uit de Grand National Series.
| Jaar | Race           | Winnaar       | Auto      |
| ---- | -------------- | ------------- | --------- |
| 1965 | -              | Ned Jarrett   | Ford      |
| 1966 | Beltsville 200 | Tiny Lund     | Ford      |
| 1966 | Maryland 200   | Bobby Allison | Chevrolet |
| 1967 | Beltsville 200 | Jim Paschal   | Plymouth  |
| 1967 | Maryland 300   | Richard Petty | Plymouth  |
| 1968 | Beltsville 300 | David Pearson | Ford      |
| 1968 | Maryland 300   | Bobby Isaac   | Dodge     |
| 1969 | Beltsville 300 | Bobby Isaac   | Dodge     |
| 1969 | Maryland 300   | Richard Petty | Ford      |
| 1970 | Beltsville 300 | Bobby Isaac   | Dodge     |